# Idioma wik-me'nh
El idioma wik-me'nhes una lengua pama de la Península del Cabo York de Queensland, Australia.